# Çiçek Pasajı

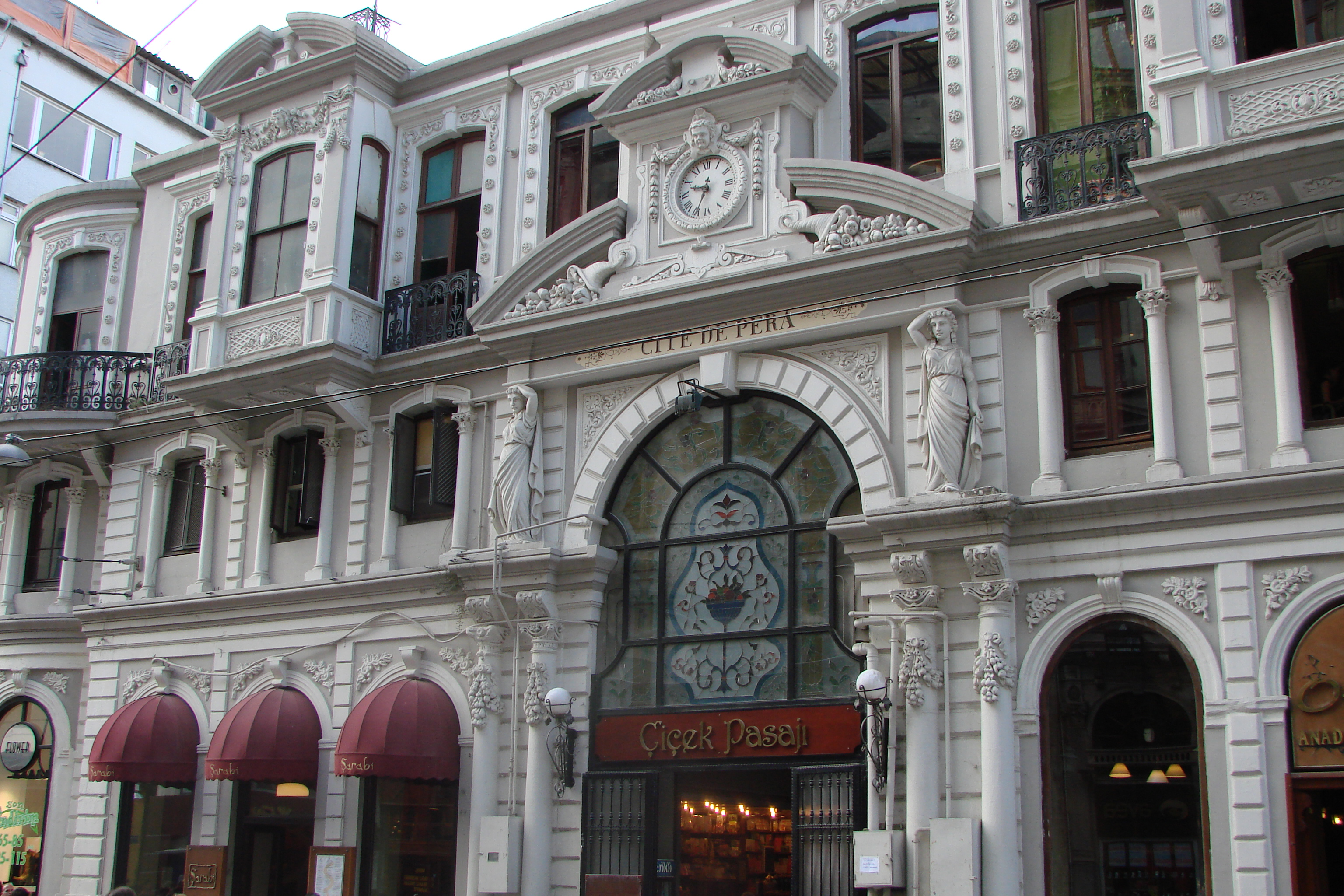
Lối vào chính của Çiçek Pasajı (Cité de Péra) trên đại lộ İstiklal

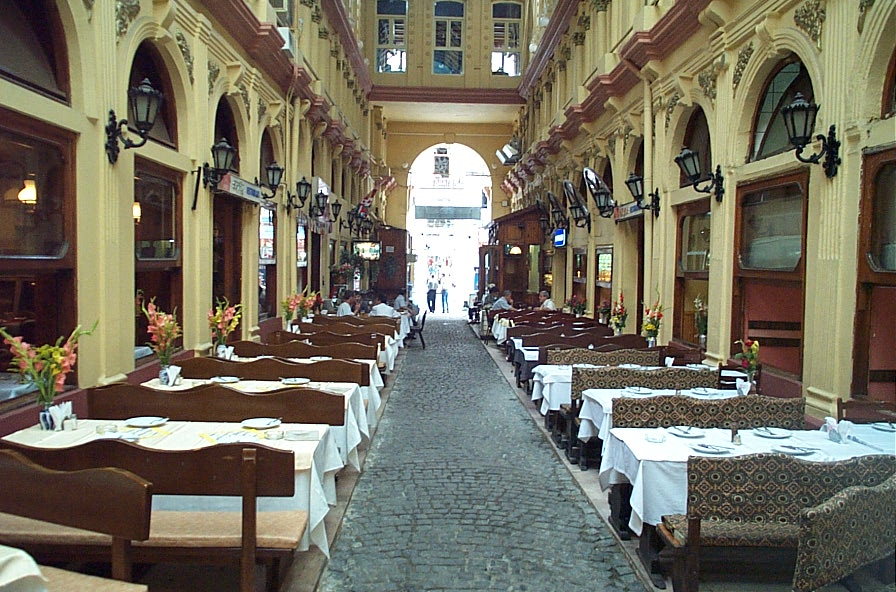
Dãy nhà hàng đối diện với lối vào chính trên đại lộ İstiklal

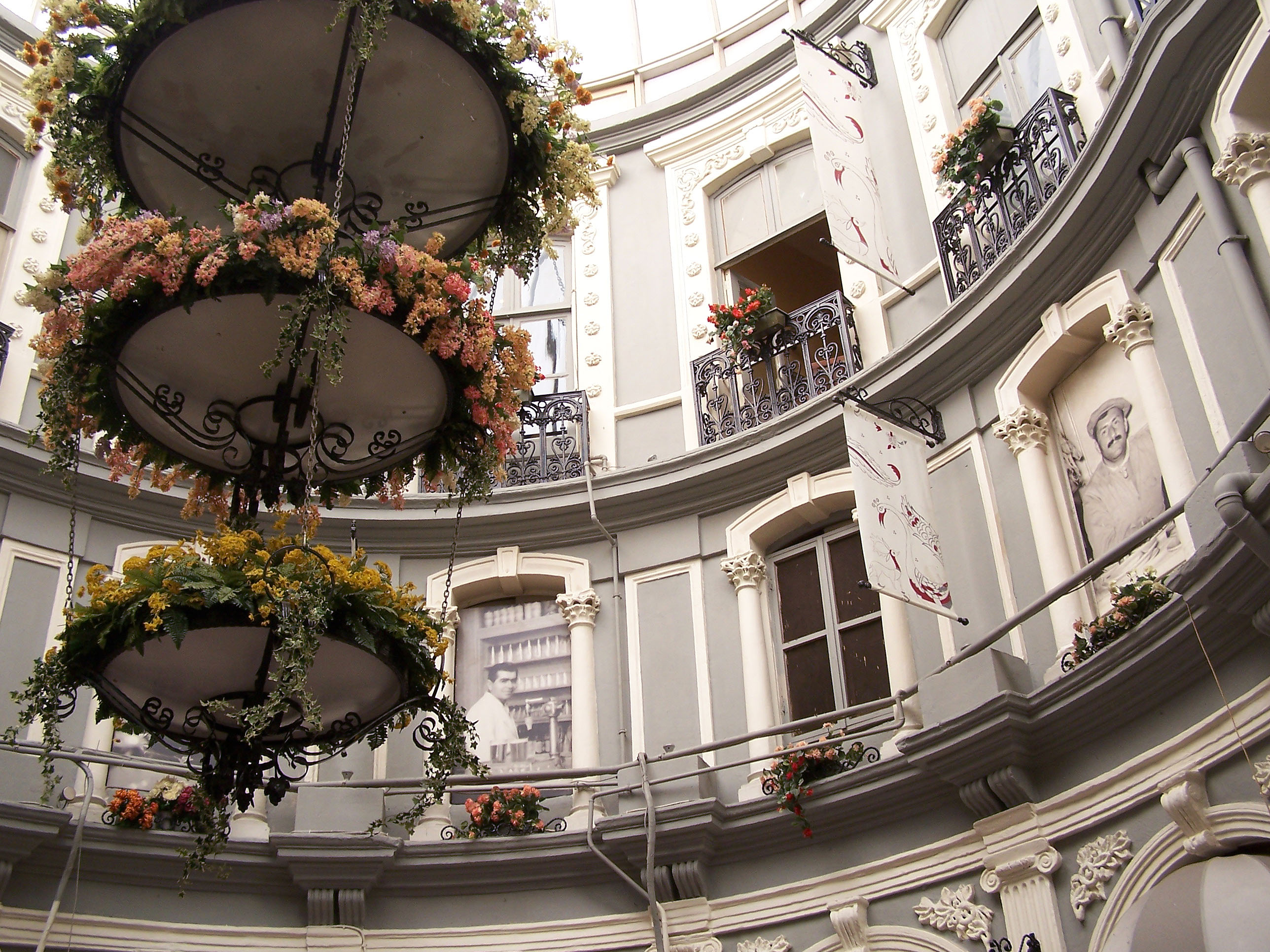
Nhìn lên về phía vòm thủy tinh và mái nhà phía trên sân trước

Çiçek Pasajı (nghĩa đen là Đường hoa trong tiếng Thổ Nhĩ Kỳ), ban đầu được gọi là Cité de Péra, là một con đường lịch sử nổi tiếng (galleria hoặc Thương xá) trên Đại lộ İstiklal ở quận Beyoğlu của Istanbul, Thổ Nhĩ Kỳ.
Nó kết nối Đại lộ İstiklal với Phố Sahne.

## Lịch sử
Khai trương vào năm 1876, Çiçek Pasajı là một khu giải trí có mái che với các dãy quán cà phê, nhà rượu và nhà hàng có từ thời xưa.
Địa điểm của Çiçek Pasajı ban đầu bị Nhà hát Naum chiếm đóng, nơi đã bị hỏa hoạn Pera phá hủy nghiêm trọng vào năm 1870. Nhà hát thường xuyên được viếng thăm bởi các vua Hồi giáo như Abdülaziz và Abdülhamid II, và đã tổ chức vở opera Il Trovatore của Giuseppe Verdi trước các nhà hát opera của Paris.
Sau vụ hỏa hoạn năm 1870, nhà hát đã được mua bởi ngân hàng Hy Lạp Hristaki Zoğrafos Efendi, và kiến trúc sư Kleanthis Zannos đã thiết kế tòa nhà hiện tại, được gọi là Cité de Péra hoặc Hristaki Pasajı (Hristaki Passage). Yorgo'nun Meyhanesi (Nhà rượu của Yorgo) là nhà máy rượu đầu tiên được mở trong lối đi. Vào năm 1908, Grand Vizier Mehmed Said Pasha đã mua tòa nhà này và nó được biết đến với cái tên Sait Paşa Pasajı (Đoạn văn nói về Pasha).
Sau Cách mạng Nga năm 1917, nhiều phụ nữ Nga quý tộc trở nên khánh kiệt, trong đó có một nữ Nam tước, đã bán hoa ở đây. Vào những năm 1940, tòa nhà hầu hết bị chiếm giữ bởi các cửa hàng hoa, do đó có tên tiếng Thổ Nhĩ Kỳ hiện tại Çiçek Pasajı (Đường hoa).
Sau khi khôi phục lại tòa nhà vào năm 1988, nó đã được mở cửa trở lại như một phòng trưng bày các quán rượu và nhà hàng.
Lần phục hồi gần đây nhất được thực hiện vào tháng 12 năm 2005.